# Ахмед аль-Мухаммади
Ахме́д аль-Мухаммади́ (араб. أحمد المحمد‎; 9 сентября 1987, Эль-Махалла-эль-Кубра, Египет) — египетский футболист, игрок сборной Египта. Играл на позициях правого защитника и правого полузащитника.

## Клубная карьера

### ЕНППИ
В 2003 Аль-Мухаммади присоединился в команде «Газль Эль-Махалла». Он начал играть за первую команду в 2004 году, когда ему было лишь 17 лет. В 2006 году Ахмед подписал контракт с клубом «ЕНППИ». В «Газле» аль-Мухаммади играл в нападении и забил три гола в семи матчах, но в новой команде он сместился на позицию правого защитника. В 2007 году главный тренер сборной Египта Хассан Шехата обратил внимание на молодого футболиста и пригласил того в состав сборной на ближайший матч. За долгое время аль-Мухаммади привлёк внимание нескольких европейских клубов, однако руководство ЕНППИ отказывалось куда-либо продавать своего футболиста. Летом 2007 года клуб отклонил предложение немецкой «Герты», так как египтян не устроили финансовые требования немцев. Затем игрок отказался перейти в румынский «Рапид».

### «Сандерленд»
31 января клуб английской Премьер-лиги «Сандерленд» попытался приобрести игрока сборной Египта, однако попытка не увенчалась успехом. Кроме англичан на аль-Мухаммади претендовал «Брюгге», но ЕНППИ отклонил предложение бельгийцев по игроку. Но летом египтяне всё же откликнулись на предложения таких европейских клубов, как «Вест Бромвич Альбион» и «Сандерленд». Аль-Мухаммади перешёл в стан «чёрных котов» и на правах аренды выступал затем в Англии на протяжении одного сезона.
Первый матч в составе «чёрных котов» аль-Мухаммади сыграл в домашнем матче против «Бирмингем Сити», завершившемся вничью 2:2. 9 июня «Сандерленд» выкупил у ЕНППИ Ахмеда аль-Мухаммади, контракт рассчитан до 2014 года.

### «Халл Сити»
30 августа 2012 перешёл в «Халл Сити» на правах аренды, желая играть под началом своего бывшего тренера из «Сандерленда» Стива Брюса. 1 сентября дебютировал за новый клуб в матче против «Болтона». Свой первый гол забил 18 сентября, в дерби против «Лидса». Также отметился двумя голевыми передачами, таким образом поучаствовал во всех голах «тигров» в этом матче.
16 января «Сандерленд» решил вернуть игрока, в связи с большим количеством травмированных, однако 31 января «Халлу» все же удалось вернуть игрока до конца сезона. На ежегодной церемонии 20 апреля был признан игроком года.
28 июня подписал полноценный контракт с «Халл Сити».

### «Астон Вилла»
19 июля 2017 года аль-Мухаммади перешёл в бирмингемскую «Астон Виллу» за 1 млн фунтов стерлингов. Личный контракт футболиста был заключён на три года. В «Астон Вилле» египтянин воссоединился с тренером Стивом Брюсом, под началом которого выступал в «Сандерленде» и «Халле».

## Выступления за сборную
Аль-Мухаммади сыграл несколько матчей за молодёжную сборную Египта и принял участие в составе своей сборной на молодёжном кубке африканских наций в 2007 году в Республике Конго, где египтяне не смогли выйти из группы.
Дебютировал на основную сборную аль-Мухаммади в августе 2007 года, в товарищеском матче с Кот-д’Ивуаром, который был сыгран в Париже. Ахмед сыграл в восьми из девяти квалификационных матчей к Кубку африканских наций 2008. Он вошёл в окончательный состав сборной на КАН-2008 и впоследствии стал чемпионом.
В Кубке конфедераций 2009 в матче с Бразилией на 90-й минуте он был удалён за умышленную игру рукой на линии собственных ворот после удара Лусио. Пенальти без проблем реализовал Кака и бразильцы одержали победу со счётом 4:3. Первый гол за сборную Ахмед аль-Мухаммади забил 28 января 2010 года в ворота Бенина.
В 2018 году Ахмед принял участие в чемпионате мира в России. На турнире он был запасным и на поле не вышел.
Летом 2019 года Ахмед был вызван в состав своей национальной сборной на Кубок африканских наций. Во втором матче против ДР Конго он на 25-й минуте забил гол, а его команда победила 2:0. В третьем матче против Уганды вновь отличился забитым голом, а команда победила 2:0.

## Достижения
Халл Сити
- 2-е место в Чемпионшипе : 2012/13
- Финалист Кубка Англии : 2013/14

Сборная Египта
- Победитель Кубка африканских наций (2) : 2008, 2010

Личные достижения
- Игрок года «Халл Сити» : 2012/13